# محمد أديب صالح
محمد أديب صالح (1926م - 8 شوال 1438 هـ / 2 يوليو 2017م) أستاذ ورئيس قسم القرآن والسنة بجامعة دمشق، وأستاذ أصول الفقه بكلية الحقوق فيها، وأستاذ ورئيس قسم السنة وعلومها بجامعة الإمام محمد بن سعود في الرياض سابقا، رئيس تحرير مجلة«حضارة الإسلام»
عالم وأديب وأكاديمي تخرج على يديه آلاف الطلبة الجامعيين، ومئات من أساتذة الجامعات في سورية، والأردن، والسعودية. صحب الدكتور مصطفى السباعي، وأفاد منه الكثير، وخلفه في مجلة (حضارة الإسلام).

## مولده
من مواليد عام 1926م في قطنا جنوب غرب دمشق، في سوريا. توفي والده وعمره ستة أشهر فتولت أمه رعايته.

## أمه وأثرها في تربيته
يقول محمد أديب صالح: الوالدة: هي السيدة أم أديب نظمية بنت أحمد الطحان ولدت في دمشق عام 1906م وعاشت في قطنا مع والدي الذي توفي وسنّها يومذاك عشرون عاماً وستة أشهر، وحرصاً منها على تربيتي دون سلطان لزوج جديد رفضت الزواج ثانية بعد أن خطبت غير مرة، وتفرّغت للعناية بي صابرة على لأواء الطريق مجاهدة تقية، همّها –بعد استقامتها- أن ينشأ ولدها نشأة علمية صالحة، وكانت وفاتها في الرياض بالمستشفى بعد تمريضها أياماً، وهي صابرة محتسبة في المنزل بيننا عام 1403هـ ودُفنت في البقيع بالمدينة المنورة إنفاذاً لما هو شبه الوصية. ولقد أسعدني وزادني شرفاً، وهذا ما أملكه أن جعلت إهداء رسالتي للدكتوراه "تفسير النصوص" قولي هناك: "إلى الرائدة الأمينة على درب اليتم الطويل.. والتي ما زالت تتابع الطريق عطاء ووفاء ترجو بهما الله واليوم الآخر.. أمي ي ويعلي مقامها في الآخرين.

## سيرته العلمية
- الالتزام بحلقات العلم على أيدي نخبة من العلماء الأفاضل وفي مقدمتهم الأستاذ الشيخ إبراهيم الغلاييني مفتي قطنا ـ والتي مهدت للقدرة على إمكان التعامل مع بعض من أمهات الكتب في الشريعة واللغة العربية، ساعد على ذلك حفظ عدد لا بأس به من المتون.
- الحصول على الكفاءة الشرعية والكفاءة العامة، ثم الثانوية الشرعية، والثانوية العامة بدمشق بين سنتي 1944 و 1946 م.

### في الدراسة الجامعية
- حصل إيفاد من وزارة المعارف يومذاك إلى الجامعة الأزهرية، وكان الحصول على شهادة تلك الجامعة عام 1949م.[3]
- الحصول على إجازة الحقوق من كلية الحقوق بجامعة دمشق عام 1950م.[3]

### في الدراسات العليا
- دخل كلية الشريعة معيداً بمسابقة شرعية عام 1956 ـ 1957م وذلك بعد التدريس خمس سنوات أو تزيد في ثانويات ودور المعلمين بدمشق وحلب.
- إيفاد من جامعة دمشق إلى كلية الحقوق بجامعة القاهرة عام 1959م بعد تدريس مادة «أحاديث الأحكام» سنة دراسية بكلية الشريعة بدمشق.
- الحصول على شهادة معهد الشريعة في كلية الحقوق بجامعة القاهرة (وهي مع رسائلها الموجزة بمثابة درجة الماجستير) عام 1961.
- تحقيق كتاب «تخريج الفروع على الأصول» للإمام الزنجاني ت 656 هـ. مع دراسة وافية للكتاب وأهمية موضوع تخريج الفرع على الأصل فيه، إذ قام منهجه على تتبع أبواب الفقه بالتسلسل والكشف عن علاقة الفرع الفقهي بالقاعدة عند كل من الحنفية والشافعية مضافاً إلى ذلك الفهارس العلمية الشاملة.
- دكتوراه في الحقوق (الشريعة الإسلامية) من كلية الحقوق بجامعة القاهرة بمرتبة الشرف الأولى مع تبادل الرسالة مع الجامعات الأجنبية، مع التوصية بطباعتها. وكان موضوع الرسالة: تفسير النصوص في الفقه الإسلامي/ دراسة مقارنة.

## في السلم الوظيفي
- 1964 ـ 1969م: مدرس بكلية الشريعة والمشاركة بوضع المناهج مع تدريس مادة أصول الفقه في كلية الحقوق ومواد علوم القرآن وعلوم الحديث والبلاغة النبوية في كلية الآداب بجامعة دمشق.
- 1964 ـ 1974م: تولي رئاسة قسم علوم القرآن والسنة بكلية الشريعة بجامعة دمشق وتدريس آيات الأحكام وأحاديث الأحكام وأصول الفقه بكلية الشريعة وأصول الفقه بكلية الحقوق.
- 1969م: الانتقال إلى رتبة أستاذ مساعد *.
- 1974م: الانتقال إلى رتبة أستاذ*.
- 1970 ـ 1974م: التدريس بكلية الشريعة بالجامعة الأردنية محاضراً فيها في أول عام افتتحت فيه ورئيساً لقسم أصول الدين ودام ذلك سنتين ثم كانت الإعارة سنتين أيضاً، وكان ـ مع التدريس في هذه المرحلة ـ الإسهام في وضع مناهج الكلية ثم تثبيتها مع مراعاة قابلية التطوير وهذا مع القيام بأعباء التدريس بجامعة دمشق خلال السنتين الأوليين والمشاركة في تأليف بعض كتب التربية الإسلامية للمرحلة الثانوية في المدارس الأردنية. وكذا المشاركة في ندوات الجامعة العلمية والثقافية ولدورات وزارة الأوقاف الأردنية التربوية والدعوية.
- 1974 ـ 1978م: الانتقال إلى رتبة أستاذ في كلية الشريعة بجامعة دمشق.
- 1978 ـ 1988م: أستاذ في كلية أصول الدين بجامعة الإمام محمد بن سعود الإسلامية في الرياض، (وكان قد قدم إليها معاراً من دمشق).

وقد كان من بين الأعمال فيها ما يلي:
ـ تم إنشاء قسم السنة وعلومها في هذه الكلية، بالتعاون مع بعض الزملاء والعمل على أن تكون مناهجه ومقرراته على المستوى المطلوب قدر المستطاع مع التركيز ـ في موضوع التخريج في المناهج والمصادر ـ على العناية بتخريج أحاديث الأحكام في كتب الفقه والأحاديث التي ترد في كتب الأصول إذ فيها جملة لا بأس بها من الأحاديث الضعيفة أو الموضوعة أحياناً والمطلوب ـ دائماً ـ أن يكون الاعتماد على الأحاديث والآثار المقبولة التي لابد منها في كثير من الأحيان سواء في ذلك تقعيد القاعدة أو البحث فيما ترتب على الاختلاف في القواعد من آثار في الفروع والأحكام.
ـ رئاسة القسم المذكور لمدة ثماني سنوات.
ـ الإسهام في أعمال المجلس العلمي عن طريق العضوية في عدد من الدورات.
ـ الإشراف على عدد وافر من رسائل الماجستير والدكتوراه في الكلية والمشاركة في مناقشة عدد وافر أيضاً من رسائل الماجستير والدكتوراه في مختلف جامعات المملكة وبعض البلاد العربية.
ـ عضوية المجلس الأعلى للجامعة الإسلامية بالمدينة المنورة منذ عام 1977 م وحتى صدور نظام التعليم العالي بعد سنوات طوال.
ـ التحكيم في الإنتاج العلمي وبحوث الترقية لأعضاء هيئة التدريس في عدد من الجامعات، والتحكيم في صلاحية نشر الكتب والبحوث في بعض المجلات المحكمة في المملكة وغيرها.
ـ المشاركة في عدد من المؤتمرات، وقد كلفت بأن مقرراً لبعض لجانها مثل: مؤتمر السنة والسيرة، مؤتمر المنظمات الإسلامية، مؤتمر فقه الدعوة والدعاة، مؤتمر مكافحة المسكرات والمخدرات.
- 1988 ـ 1996م: أستاذ في قسم الدراسات الإسلامية بكلية التربية في جامعة الملك سعود ـ الرياض (إثر الانتقال إليها من جامعة الإمام) وتدريس نصوص الأحكام وفق بيان العربية وقواعد الأصول.

## المؤلفات والبحوث
أولاً:
المؤلفات والتحقيق:
1 ـ «تخريج الفروع على الأصول» للإمام الزنجاني المتوفي سنة 656 هـ ـ تحقيق. وقد طبعته جامعة دمشق في مطبعتها الطبعة الأولى، وعمل المؤلف يذكر بالتلاحم بين أصول الفقه وأصول الحديث، لأن «أصول الحديث» هو المفتاح الحقيقي لتحرير كتب الأصول مما فيها من أحاديث وآثار ضعيفة أو موضوعة في بعض الأحيان ولو على قلة. وتجدر الإشارة هنا إلى أن صدور الكتاب محققاً قد أبرز عمل الزنجاني العظيم وأصبح تخريج الفروع على الأصول مادة مقررة في أغلب الجامعات على صعيدي الإجازة والدراسات العليا.
2 ـ «تفسير النصوص في الفقه الإسلامي» مجلدان: دراسة مقارنة لمناهج الاستنباط. على هدي التطور التاريخي للمصطلحات الأصولية وتخريج الأحاديث والآثار المتعلقة بالقواعد الأصولية والأمثلة عليها، مضافاً إلى ذلك: بيان ما ترتب على الاختلاف في القاعدة الأصولية من آثار في الفروع. ومما يثلج الصدر أن هذا الكتاب مقررـ على طلاب الدراسات العليا في العديد من كليات الشريعة في العالم العربي. وقد لمست ذلك بنفسي في المملكة هنا وفي الأردن وفي الإمارات وحدثت عن غيرها.
3 ـ «لمحات في أصول الحديث».
4 ـ «مصادر التشريع الإسلامي ومناهج الاستنباط»: الطبعة الجديدة الثانية موسعة، منقحة، فيها مزيد عناية بالتخريج والإضافات وتوجه جديد بأدلة جرى الإطلاع عليها من كلام الزنجاني وغيره في المصدرين المعروفين: الاستحسان والمصالح المرسلة وتحرير موقف الشافعية من كل من هذين المصدرين في ضوء هذا التوجه دون إهمال لتوضيح الموقع والدليل في العبارة مع الحفاظ الدقيق على الحقيقة العلمية، ومراعاة التطور التاريخي للقاعدة والمصطلح بحيث يجمع التعريف هنا أشتات التعريفات عند الأقدمين ـ يرحمهم الله ـ ويعرضه بيسر ولين قدر المستطاع الأمر الذي آمل أن يسهم فيما يدعى إليه من التجديد. وما لابد من الإشارة إلى أن نواة هذا الكتاب كانت مذكرات درست موضوعاتها لطلاب السنة الرابعة بكلية الحقوق بجامعة دمشق، حيث كانت الكلية قد أسندت إلي بموافقة كلية الشريعة تدريس مادة الأصول فيها ست سنوات كوامل.
5 ـ «مع الجامع لأحكام القرآن» منهج القرطبي ودراسة تحليلية لنصوص من تفسيره.
6 ـ «على الطريق» مجموعة مقالات فكرية وبحوث تتعلق بالعلوم الإسلامية.
7 ـ «هكذا يعلم الربانيون».
8 ـ «أدعياء الهيكل».
9 ـ «القيامة»: مشاهدها وعظاتها في الحديث النبوي. 3 أجزاء.
10 ـ «التقوى في هدي الكتاب والسنة وسير الصالحين» 4 أجزاء في مجلدين.
11 ـ «معالم في الغاية والمنهج» مجموعة افتتاحيات «حضارة الإسلام» بوصفي رئيس التحرير، وعدد من المقالات والبحوث العلمية والفكرية.مجلدان.
12 ـ «القصص في السيرة النبوية».
13 ـ " علم أصول الفقه" للشيخ عبد الوهاب خلاف" (تحقيق وتخريج وتعليق).
14 - «شذرات وقطوف».
15 - «الكشكول».
16 - «رحلة مع الشامي المرابط شيخ الإسلام الإمام أبي عمرو الأوزاعي».
ثانياً:
ومن البحوث:
1 ـ نظرة في الإجماع عند الشافعي (منشور). مجلة كلية الشريعة بالجامعة الأردنية 1970 ـ 1971 العدد الأول.
2 ـ بحث عن المستشرق جولد زيهر وأمثاله في الموقف من الاستنباط وأصول الفقه بعنوان: عجمة القلب واللسان.(منشور).
3 ـ بحث عن الإمام الزنجاني وكتابه: «تخريج الفروع على الأصول» بعنوان: عالم وكتاب . (منشور).
4 ـ تحقيق كتاب:«تخريج أحاديث البزدوي» للقاسم بن قطلوبغا، قيد الإنجاز والطبع . وهو كتاب في غاية الأهمية لأنه يخرج أحاديث وآثار كتاب جد مهم من كتب أصول الحنفية . وهذا الكتاب أنموذج للعلاقة التي يفترض أن تكون حميمة بين أصول الفقه وأصول الحديث كما أشرت إلى ذلك من قبل . وفوائد ذلك على ساحة العلم لا تخفى على منصف وأبسطها أن يكون الأصولي على بينة من أمره في العلاقة بالنصوص .
5 ـ شرح كتاب «الرسالة» للإمام الشافعي (تخطيط وتهيئة).
6 ـ«أحكام القرآن» تفسير آيات الأحكام في سورة البقرة (بحث موسع للطلبة).
7 ـ «أحكام القرآن» تفسير آيات الأحكام في سورة النساء (بحث موسع للطلبة). وهما كتابان معدان للطبع ومنشوران كمذكرات لطلبة الشريعة .
8 ـ«عربية اللسان في القرآن الكريم».
9 ـ تحت عنوان عام (معالم قرآنية في البناء) سبعة كتب تحمل العناوين الآتية:
أ‌- بناء على مناهج النبوة.
ب‌- بناء الأمة ومواجهة التحديات.
ج- المسلم والبناء الحضاري.
د- الإنسان والحياة.
هـ- القصص القرآني وعطاء الشباب.
و- شفاء القرآن وجبل البناء .
ز- موقع المرأة المسلمة بين يدي الإسلام ودعاوي التجديد.
10 ـ «في البلاغة النبوية» منشور.
11 ـ «حول التفسير حسب النزول وعلاقة ذلك بالمعاني والأحكام».منشور.
12 ـ «بين الطبري ويحيى بن سلام».
13 - «في نور التنزيل» فوائد وتنبيهات.
14 -«مصطلحات وتعريفات نبوية».

## النشاطات الأخرى
ـ رئاسة تحرير مجلة «حضارة الإسلام» من عام 1964 وحتى عام 1981 م، وهي مجلة محكمة كانت تصدر في دمشق . وقد استودعتها عدداً وافراً من الافتتاحيات والبحوث والمقالات يربو عدد صفحاتها على خمسمائة وألف وقد حددت طبعها في مكتبة العبيكان بمجلدين وكان ذلك بعنوان «معالم في الغاية والمنهج».
ـ الإسهام في التوجيه العلمي الدعوي والمشاركة في عدد من الندوات والمحاضرات، مع القيام ـ بحمد الله من زمن طويل ـ على عدد من الحلقات العلمية المتخصصة في أصول الفقه وأصول الحديث وتفسير النصوص في الكتاب والسنة والإسهام في التوعية الإسلامية قدر المستطاع .
ـ المشاركة في النشاط العلمي والدعوي في كل من قطر والكويت، وبخاصة في شهر رمضان المبارك .
ـ المشاركة الفعالة في الندوات العلمية والتربوية التي كانت تنظمها كلية الشريعة بجامعة دمشق والتي أسهمت في تكوين الطالب والطالبة والارتقاء بهما إلى مستوى السلوك الذي فيه تتحقق أهداف في الإعداد العلمي والتربوي .
ـ تولي إلقاء خطبة الجمعة في مسجد جامعة دمشق خلال الأعوام: 1964 ـ 1969، وهو مسجد كبير تشرف عليه كلية الشريعة وتؤمه أعداد كبيرة من الأساتذة والطلاب ـ من مختلف التخصصات ـ وكبار المثقفين، وقد كانت الخطابة فيه موجهة بحيث تكون صورة من صور التكامل العلمي والفكري مع العمل الجامعي في كليتي الشريعة والحقوق .
ـ المشاركة في بعض المؤتمرات ومحاضرات وندوات بعض الأسابيع الثقافية في بعض الجامعات وما هو منها بسبب .
ـ زيارة بعض الجامعات العربية والتدريس فيها بناء على دعوات منها بصفة أستاذ زائر وذلك لمدة تتراوح بين الشهر والشهرين وأحياناً أكثر، حصل ذلك بجامعة قطر، وجامعة الملك سعود، وجامعة الإمام قبل الإعارة .

## المشاركة الإذاعية
أتيح له من المشاركة الإذاعية في إذاعة القرآن الكريم منذ المجيء إلى المملكة العربية السعودية عام 1978 م وحتى الآن، وذلك بتقديم عدد من البرامج والأحاديث التي تذاع أيضاً من إذاعتي البرنامج العام والبرنامج الثاني، وكذا المشاركة في ندوات علمية إذاعية وتلفزيونية .
ومن البرامج الإذاعية:
1 ـ «معالم قرآنية في البناء والتنمية» وقد ناهزت حلقاته الألف حلقة .
2 ـ«السنة ومكانتها التشريعية في الإسلام».
3 ـ «اليهود في القرآن والسنة».
4 ـ «مشاهد القيامة في الحديث النبوي».
5 ـ «التقوى في الكتاب والسنة».
6 ـ «الربانيون» قدوة وعمل .
7 ـ «القصص في السنة النبوية».
وتتم إذاعة بعض من هذه البرامج ـ بالتنسيق مع إذاعة القرآن الكريم بالرياض وإهداء منها ـ في عدد من إذاعات الدول العربية والإسلامية وتحرص إذاعة القرآن الكريم مشكورة على تجديد إذاعة بعض البرامج التي ترى في عطائها صلاحية الإعادة، ولذلك تتكرر إعادة إذاعة تلك البرامج كالذي هو حاصل في هذه الدورة بدءاً من المحرم حيث تعاد إذاعة برنامج: مشاهد القيامة في الحديث النبوي حيث يستمر ذلك حتى المحرم 1427 هـ .

## ما بعد التقاعد
بعد توقف العمل الجامعي للتقاعد: استمر اللقاء الدوري على حلقات علمية خاصة في «أصول الفقه» ـ على الأعم الأغلب ـ و «الحديث النبوي» في مصادره وشروحه.
وبقية الوقت في اصطحاب المكتبة الخاصة في المنزل، أكثر من ذي قبل، وهي مكتبة تضم آلاف العناوين المنوعة حيث التفرغ لشيء من التنقيح والاستدراك لبعض المؤلفات تمهيداً لإعادة طباعتها، وإنجاز ما يكون من المقدور عليه من البحوث والتآليف .
يضاف إلى ذلك: القيام بما تكلفه به بعض الجامعات من مناقشات لرسائل الدكتوراه، أو التحكيم في تقويم إنتاج علمي لترقية صاحبه في السلم الجامعي، أو النشر في مجلة علمية محكمة، ناهيك عما قد يصحب ذلك من استشارة علمية من قبل مراكز البحوث، أو تقويم بحث علمي يراد نشره عندها .
والاستضافة العلمية التي قد تشرفه بها جامعة من الجامعات، ومما تم زيارة جامعة الشارقة، وجامعة الإمارات، وكلية الدراسات الإسلامية والعربية في دبي
تجدر الإشارة إلى أن الميل إلى مادة «أصول الفقه» كان يحمله على شيء من التوسع بدراسة خاصة على بعض المشايخ المتخصصين يومذاك، وكان الواحد منهم يحرص على قراءة الكتاب ـ بفهم ـ من الجلدة إلى الجلدة .
· الرتب المذكورة في أعلاه هي وفق مصطلح جامعة دمشق وقتذاك . والحقبة الزمنية بين المرتبة والمرتبة التي تليها خمس سنوات . علماً بأن حامل الدكتوراه ـ ولو كان موفداً من الجامعة مثل الأستاذ، لابد من فحص الرسالة من قبل لجنة تشكلها الجامعة لأن الرسالة صلحت للدكتوراه، ولكن الصلاحية للتدريس في الجامعة الموفدة أمر آخر.

## وفاته
توفي الشيخ محمد أديب صالح بمدينة الرياض مع أذان ظهر يوم الأحد 8 شوال 1438 هـ الموافق 2 يوليو 2017م، وصُلِّي عليه في جامع الراجحي الكبير في حي الجزيرة، ودُفن في مقبرة النسيم.

## وصلات خارجية
- مقالة العهد الكبير لـ أ . د . محمد أديب صالح
- تحميل كتاب تفسير النصوص في الفقه الإسلامي لـ أ . د . محمد أديب صالح
- البرنامج الإذاعي (مشاهد القيامة في الحديث النبوي) لـ أ . د . محمد أديب صالح
- البرنامج الإذاعي (التقوى في الكتاب والسنة) لـ أ . د . محمد أديب صالح